# Сант'Анджело д'Алифе
Сант'А̀нджело д'Алѝфе (на италиански: Sant'Angelo d'Alife) е село и община в Южна Италия, провинция Казерта, регион Кампания. Разположено е на 385 m надморска височина. Населението на общината е 2320 души (към 2010 г.).